# مجلة الأحوال الشخصية

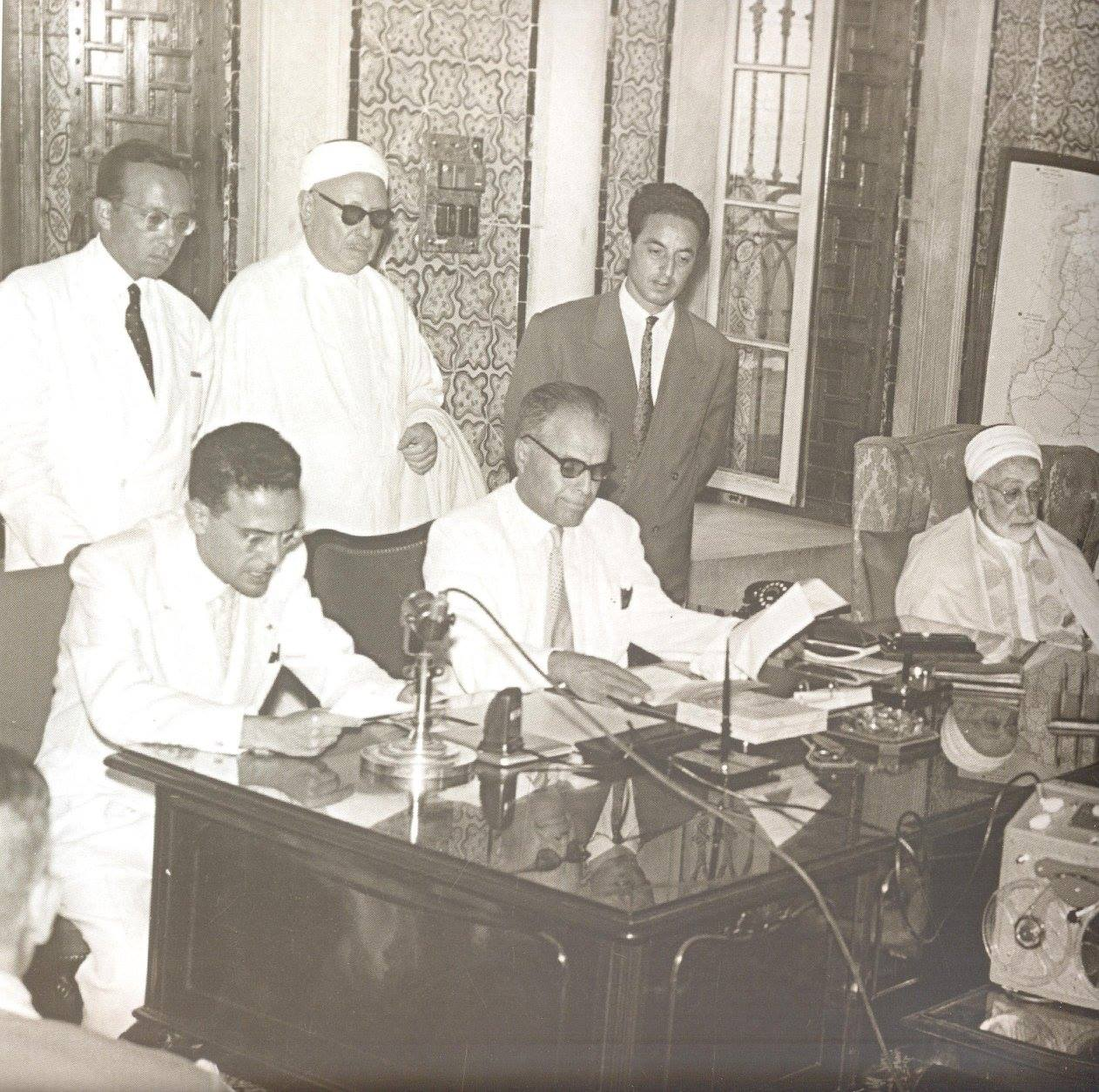
لحظة إصدار مجلة الأحوال الشخصية، الجالسين من اليسار إلى اليمين: أحمد المستيري، الحبيب بورقيبة، الشيخ محمد الطاهر بن عاشور، بينما الشيخ محمد عبد العزيز جعيط يتوسط الواقفين.

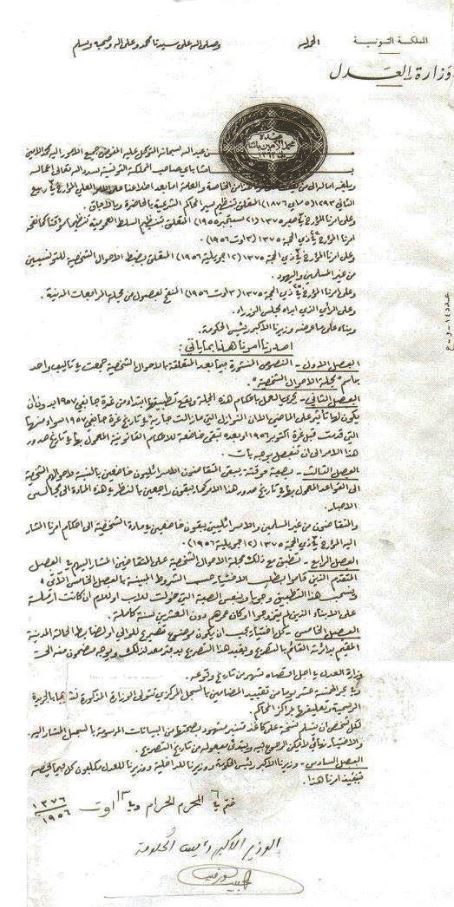
النسخة الأصلية الكاملة لنص المجلة الموقع من قبل الحبيب بورقيبة.

مجلة الأحوال الشخصية هي سلسلة من القوانين التقدمية التونسية، صدرت في 13 أغسطس 1956 بمقتضى أمر علي من باي تونس، ودخلت حيز التنفيذ في 1 يناير 1957، وتهدف إلى إقامة المساواة بين الرجل والمرأة في عدة مجالات. هذه المجلة هي من أهم الإنجازات التي قام بها الوزير الأول أنذاك الحبيب بورقيبة الذي أصبح رئيسا فيما بعد.

أعطت المجلة للمرأة مكانة هامة في المجتمع التونسي خصوصا والوطن العربي عموما، حيث تم إلغاء تعدد الزوجات ووضع مسار إجراءات قضائية للطلاق وأخيرا اشتراط رضاء الزوجين لإتمام الزواج.

على عكس ما تم إشاعته، فإن العديد من كبار علماء وشيوخ تونس 

## السياق التاريخ
لطالما طغت قضية المرأة على النقاش العام في تونس، وتتميز تونس من هذه الناحية على بقية بلدان المنطقة، وكانت تونس ستنطلق في مسار إصلاحي مجتمعي قبل الحماية الفرنسية. إلا أن الفترة التي سبقت إصدار مجلة الأحوال الشخصية كانت فقيرة من الناحية القانونية، ووجب انتظار المجلة لكي تحدث الفارق.

في 1868، كتب خير الدين التونسي كتابه أقوم المسالك في معرفة أحوال الممالك والذي قال فيه أن مستقبل الحضارة الإسلامية مرتبط بتقدمها. في 1897، كتب الشيخ محمد السنوسي رسالة علمية عنوانها تفتق الأكمام عن حقوق المرأة في الإسلام أين روّج لفكرة تعليم البنات. بعد 15 سنة، نشر عبد العزيز الثعالبي وسيزار بن عطار والهادي السباعي كتابهم روح القرآن الذي دعم فكرة تعليم البنات وتخفيف الحجاب. في 1930، نشر الطاهر الحداد كتابه امرأتنا في الشريعة والمجتمع متأثرا بالتيار الإصلاحي المتواصل منذ نهاية القرن التاسع عشر الذي من رموزه خير الدين التونسي وابن أبي الضياف ومحمد السنوسي وسالم بوحاجب ومحمد بيرم الخامس وغيرهم الذين دافعوا على فكرة الحداثة. بالمناسبة، اقتبس الحبيب بورقيبة من أقوال الطاهر الحداد في العديد من خطاباته.

بالرغم من أن أفكار الطاهر الحداد شهدت رفضا واسعها عند نشر كتابه، إلا أن العديد منها وقع تطبيقه في مجلة الأحوال الشخصية بعد وفاته، مثل موافقة الفتاة على زواجها وتقنين مسار الطلاق وإلغاء تعدد الزوجات. إن فشل الحداد في تطبيق هذه الرغبات في حياته هو جزء من النجاح المحسوب على الحبيب بورقيبة الذي طبقها فيما بعد.

في نفس الفترة، محمد الفاضل بن عاشور الذي أصبح في وقت لاحق مفتي الديار التونسية وعميد جامعة الزيتونة نشر فتوى تدعم المجلة كثمرة لاجتهاد شخصي. في نفس الوقت، نشر جريدة النهضة قصائد لأبو القاسم الشابي ساهمت بحد أقل من كتابات الطاهر الحداد في دعم حقوق المرأة. في 1947، وزير العدل محمد عبد العزيز جعيط والذي أصبح فيما بعد مفتيا للديار التونسية والذي كان قد أصدر مجلة لتقنين الأحوال الشخصية والقانون العقاري، أطلق محاولة لتوحيد العقائد المالكية والحنفية، ولكنت لم تنتهي بنتيجة تذكر.

في نوفمبر 1940، أطلق محمد زروق أول جريدة نسوية ناطقة بالفرنسية تحت عنوان ليلى ولكنها سرعان ما أغلقت في يوليو 1941. لكن في لفتة رمزية، أطلق البشير بن يحمد عمودا يحمل عنوان ليلى تتحدث معكم (Leïla vous parle) وفيما بعد العمل النسائي (L'Action féminine) منذ خامس عدد لمجلة العمل (L'Action) والتي أصبحت فيما بعد جون أفريك. بسبب غياب المرأة عن الصحافة التونسية في تلك الفترة، تم التخلي عن هذا العمود، ولكن بن يحمد التقى بدرة بوزيد عندما كانت طالبة في باريس، وشغلها لتشرف على هذا العمود. في 13 يونيو 1955، وبينما كانت درة بوزيد المرأة الوحيدة في المجلة، نشرت في عددها الثامن مقالا يحمل اسما مستعارا وهو ليلى وعنوانه «نداء من أجل الحق في التحرر» (Appel pour le droit à l'émancipation). بمناسبة التوقيع على مجلة الأحوال الشخصية، كتبت درة بوزيد في 3 سبتمبر 1956 على صفحتين من العدد 65 مقالا عنوانه «النساء التونسيات بالغات»، بافتتاحية تذكر بأن المجلة صيغة بالتعاون مع الشيخين محمد العزيز جعيط ومحمد الفاضل بن عاشور. في 1959، أسست درة بوزيد وصفية فرحات مجلة فائزة، والتي توقفت عن الصدور في ديسمبر 1969، ولكنها بقيت مشهورة في المغرب العربي وأفريقيا عموما كأول مجلة نسوية عربية أفريقية ناطقة بالفرنسية.

## نص المجلة

### الفهرس
| - التوطئة. - الكتاب الأول: الزواج. - في المراكنة. - في الزواج. - المهر. - موانع الزواج. - في الزواج الفاسد وما يترتب عليه. - فيما يجب لكل من الزوجين على صاحبه. - في التنازع بين الزوجين. - الكتاب الثاني: في الطلاق. - الكتاب الثالث: العدة. - الكتاب الرابع: النفقة. - الكتاب الخامس: في الحضانة. - الكتاب السادس: النسب. - الكتاب السابع: في أحكام اللقيط. - الكتاب الثامن: في أحكام المفقود. - الكتاب التاسع: في الميراث. - الباب الأول: أحكام عامة. - الباب الثاني: في الوارثين. - الباب الثالث: في الإرث بالفرض. - الباب الرابع: في بيان أحوال نصيب ذوي الفروض مع غيرهم من الورثة. - الباب الخامس: في الإرث بالتعصيب. - الباب السادس: في الحجب. - الباب السابع: في أحكام مسائل خاصة. - المسألة المشتركة. - المسألة المالكية. - المسألة الأكدرية. - الباب الثامن: في مسائل متنوعة. |  | - الكتاب العاشر: الحجر والرشد. - أسباب الحجر. - الجنون وضعف العقل. - السفه. - أحكام مشتركة. - الكتاب الحادي عشر: الوصية. - الباب الأول: أحكام عامة. - الباب الثاني: الموصي. - الباب الثالث: الموصى له. - الباب الرابع: الموصى به. - الباب الخامس: الوصية الواجبة. - الباب السادس: القبول والرد. - الباب السابع: بطلان الوصية. - الكتاب الثاني عشر: في الهبة. - الباب الأول: أحكام عامة. - الباب الثاني: أركان الهبة. - الباب الثالث: ما يترتب على الهبة. - الباب الرابع: الرجوع في الهبة. |

### أبرز ما احتوته المجلة عند صدورها
- منع إكراه الفتاة على الزواج من قبل الولي عليها.
- تحديد الحد الأدني للزواج ب17 سنة للفتاة و20 سنة للفتى.
- منع الزواج العرفي وفرض الصيغة الرسمية للزواج وتجريم المخالف.
- إقرار المساواة الكاملة بين الزوجين في كل ما يتعلق بأسباب الطلاق وإجراءات الطلاق وآثار الطلاق.
- منع تعدد الزوجات ومعاقبة كل من يخترق هذا المنع بعقوبة جزائية.

### التنقيحات
في أغسطس 2018، قدمت لجنة الحريات الفردية والمساواة مقترحات لتعديل مضمون 12 مسألة نظمتها مجلة الأحوال الشخصية مع مقترح للتغيير في صياغة بعض أحكامها.

## آراء الوسط الديني

### الداعمين
محمد الفاضل بن عاشور والذي كان أحد أهم علماء تونس، كان عضو لجنة صياغة هذه المجلة القانونية ودافع عنها، وقال في خصوصها أنها تمثل «اجتهادا في تفسير الإسلام»، مؤكدا أنها «حتمية في العصر الحديث [...] ولكن دائما وفقا للنصوص التأسيسية للإسلام».

كل من العلامة محمد الطاهر بن عاشور ومفتي الديار التونسية الشيخ محمد عبد العزيز جعيط كانوا من أهم الذين تم استشارتهم من قبل الحبيب بورقيبة فيما يخص هذه المجلة، وكانوا حاضرين أثناء إصدارها.

### الرافضين
جزء من الساحة الدينية اعتبرت أن المجلة «تنتهك الشريعة الإسلامية». مفتي الديار التونسية محمد عبد العزيز جعيط، الذي دعم المجلة عموما، كان قد أرسل في 20 أغسطس 1956 رسالة لوزير العدل أحمد المستيري طلب فيها تعديل بعض فصول المجلة خاصة فيما يخص منع تعدد الزوجات ووضع مجرى قضائي للطلاق. هذه الرسالة أجبرت الوزير الأول الحبيب بورقيبة في 7 سبتمبر بالتواصل علنا وبالإسم مع أعضاء المحاكم الشرعية لمعرفة آرائهم حول موافقة هذه المجلة للأحكام الشرعية. في 14 سبتمبر، نشر 13 عضوا لمحكمتين شرعيتين علويتين فتوى يعلنون فيها أن مجلة الأحوال الشخصية تحتوي على توجهات مدانة لأنها مخالفة للقرآن والسنة والإجماع. كرد فعل من بورقيبة على هذه الفتوى، تم تقريبا فصلهم جميعا أو إحالتهم على التقاعد المبكر، بينما تم إيقاف الأئمة الذي ألقوا خطبا ضد المجلة ونفس الشيء بالنسبة للشيوخ الذين وقعوا على عرائض أو مقالات ضدها. أرسل بعدها بورقيبة لهم رسالة ضمن خطاب له قال فيها: «أنا مسلم مثلكم، أحترم هذا الدين الذي قدمت له كل شيء، حتى ولو كان ذلك فقط من خلال إنقاذ أرض الإسلام من الإذلال الاستعماري... ولكن بحكم واجباتي ومسؤولياتي، أنا مؤهل لتفسير القانون الديني.»

## في الثقافة الشعبية
موضوع المجلة كان محور الفيلم الوثائقي فاطمة 75 (1975) للمخرجة سلمى بكار والمنتج من قبل الشركة التونسية للإنتاج والتنمية السينمائية. هذا الفيلم يسرد تاريخ تطور وضع المرأة في تونس من خلال ثلاثة فترات: بين 1930 و1938 التي انتهت بإنشاء الاتحاد النسائي الإسلامي التونسي، ثم بين 1938 و1952 التي سردت كفاح التونسيات من أجل وضعهن ومن أجل استقلال تونس، وأخيرا منذ 1956 أين حققت المرأة إنجازات كبرى. 

أصدر البريد التونسي سلسلة من 6 طوابع بريدية  كان موضوعها المرأة: في 1 يناير 1959 رسم يمثل مرأة تنزع غطاء شعرها. في 13 أغسطس 1981 وبمناسبة الذكرى ال25 لإصدار المجلة، صدر طابعين إثنين، الأول به امرأة مسرورة ترفع يدها للسماء والثانية لإمرأة تطير رفقة حمامة وهي رمز الحرية. في 13 أغسطس 2006 وبمناسبة الذكرى ال50 ل صدور المجلة، صدر طابع أخرج منه مليون نسخة، ويمثل ميزان رمز العدالة، فوقه امرأة في ثلاثة مواضع مختلفة: الدراسة والعمل والظهور في الفضاء العام.

## مقالات ذات صلة
- حقوق المرأة في تونس
- قائمة الوزيرات التونسيات

## روابط خارجية
- أمر علي مؤرخ في 6 محرم 1376 (13 أوت 1956) يتعلق بإصدار مجلة الأحوال الشخصية على موقع بوابة-التشريع.تونس.
- (موقع قديم) الموقع الرسمي القديم لمجلة الأحوال الشخصية.

## بيبليوغرافيا
- يوسف ابن الحاج فرج بن يوسف، المواريث الشرعية والوصية ومجلة الأحوال الشخصية، دار الميزان للنشر، سوسة، 1996.
- محمد الحبيب الشريف، مجلة الأحوال الشخصية، دار الميزان للنشر، سوسة، 2004.